# دهستان ماربین علیا
دهستان ماربین علیا نام دهستانی در بخش مرکزی شهرستان خمینی شهر، استان اصفهان در ایران است. براساس سرشماری مرکز آمار ایران در سال ۱۳۸۵، جمعیت آن ۸۴۳۲ نفر (۲۲۸۳ خانوار) بوده‌است.